# Juan Carlos Onganía
Juan Carlos Onganía Carballo (Marcos Paz, Argentina, 17 de març de 1914 - Buenos Aires, 8 de juny de 1995) va ser un militar argentí, que va exercir de facto la presidència de l'Argentina de la dictadura autodenominada Revolució Argentina entre 1966 i 1970. Es destaca per ser el segon president de facto que més va durar en el poder.

## Presidènciade facto

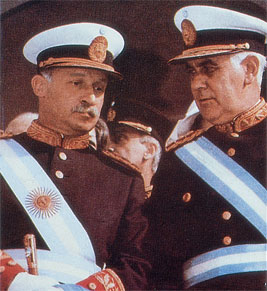
El president de facto Juan Carlos Onganía al costat de Alejandro Agustín Lanusse, futur president.

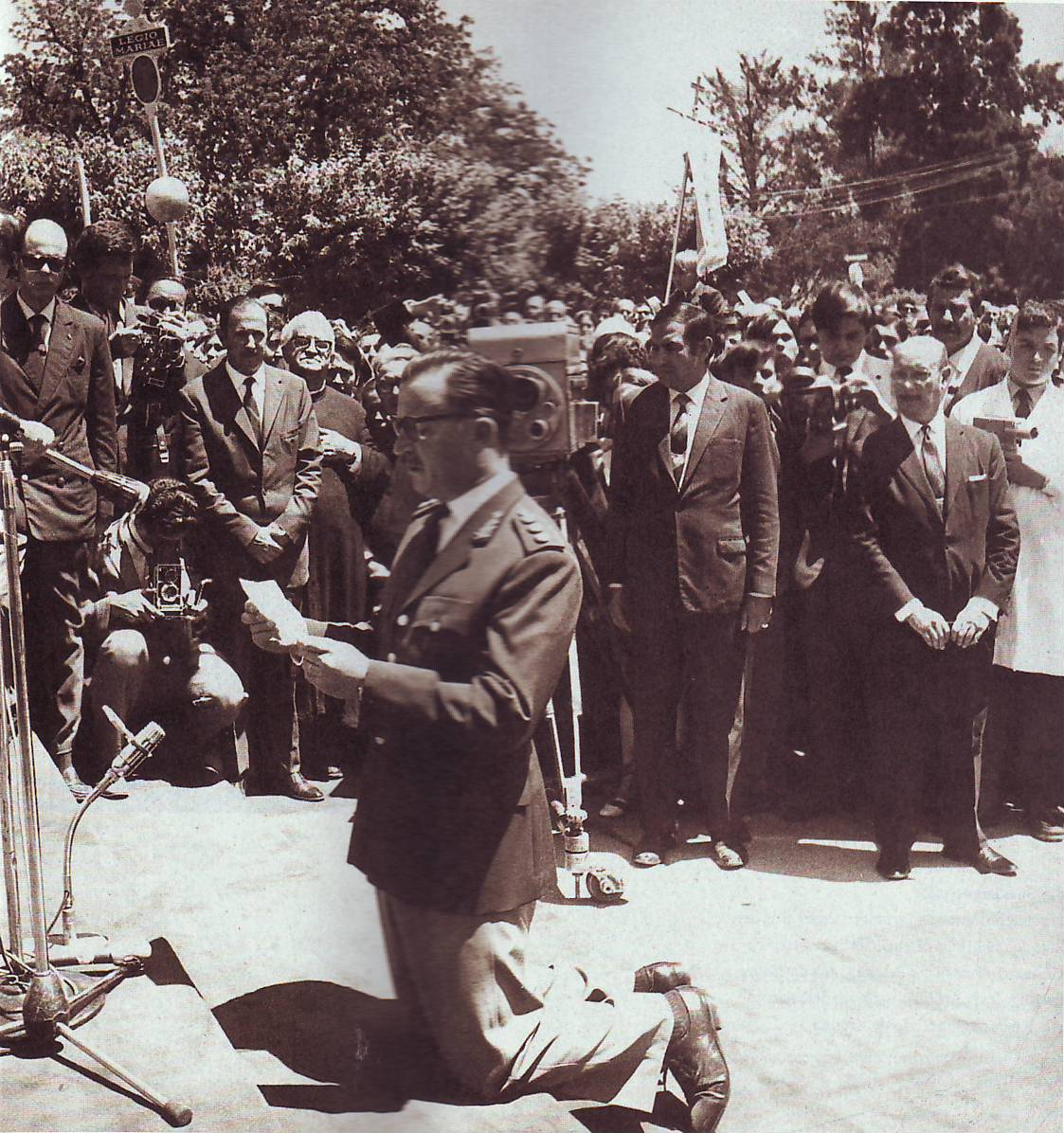
Onganía recitant una pregària durant un acte en Luján, 1969.

Després del cop, recentment assumit com a president, comunicava a la població:
| « | "Argentins, he assumit el càrrec de President de la Nació que les Forces Armades han coincidit a conferir-me, amb brevetat de la circumstància nacional que ens imposa obligacions inexcusables. Accepto aquesta responsabilitat excepcional persuadit que és menester produir en la República un canvi fonamental, una veritable revolució que retorni als nostres argentins la seva fe, la seva confiança i el seu orgull". | » |

Onganía va nomenar com el seu ministre d'economia a Adalbert Krieger Vasena, qui va revocar les mesures de nacionalització i control de capitals del govern de Illia, i va contenir la inflació congelant els salaris i devaluant un 40% la moneda nacional. Es va allunyar, no obstant això, de l'ortodòxia liberal afrontant obres públiques, amb el que va mantenir el ritme de l'activitat industrial. La participació dels salaris en la renda nacional va estar propera al 43% durant el període 1967-1969. Les exportacions es van mantenir altes, però el sector agrari va ser perjudicat per la devaluació i per l'augment dels percentatges de retenció a les exportacions, així com per la supressió de les mesures de protecció. En el laboral es va sancionar una llei d'arbitratge obligatori, que va condicionar la possibilitat de fer vaga.
Durant el seu govern va desenvolupar la teoria de la necessitat d'atendre primer el 'temps econòmic' sobre el 'temps social' i el 'temps polític'. Onganía va intentar mantenir la participació dels diferents sectors del país al seu govern mitjançant la formació de comitès consultius en àrees específiques de la política agrària, industrial i econòmica. Aquesta mesura va rebre fortes crítiques dels sectors més conservadors de l'exèrcit; sumat al dissens entre els generals, l'assassinat del tinent general Pedro Eugenio Aramburu el 1970 va acabar amb els dies de Onganía enfront del Poder Executiu.